# Aleksander Kokular

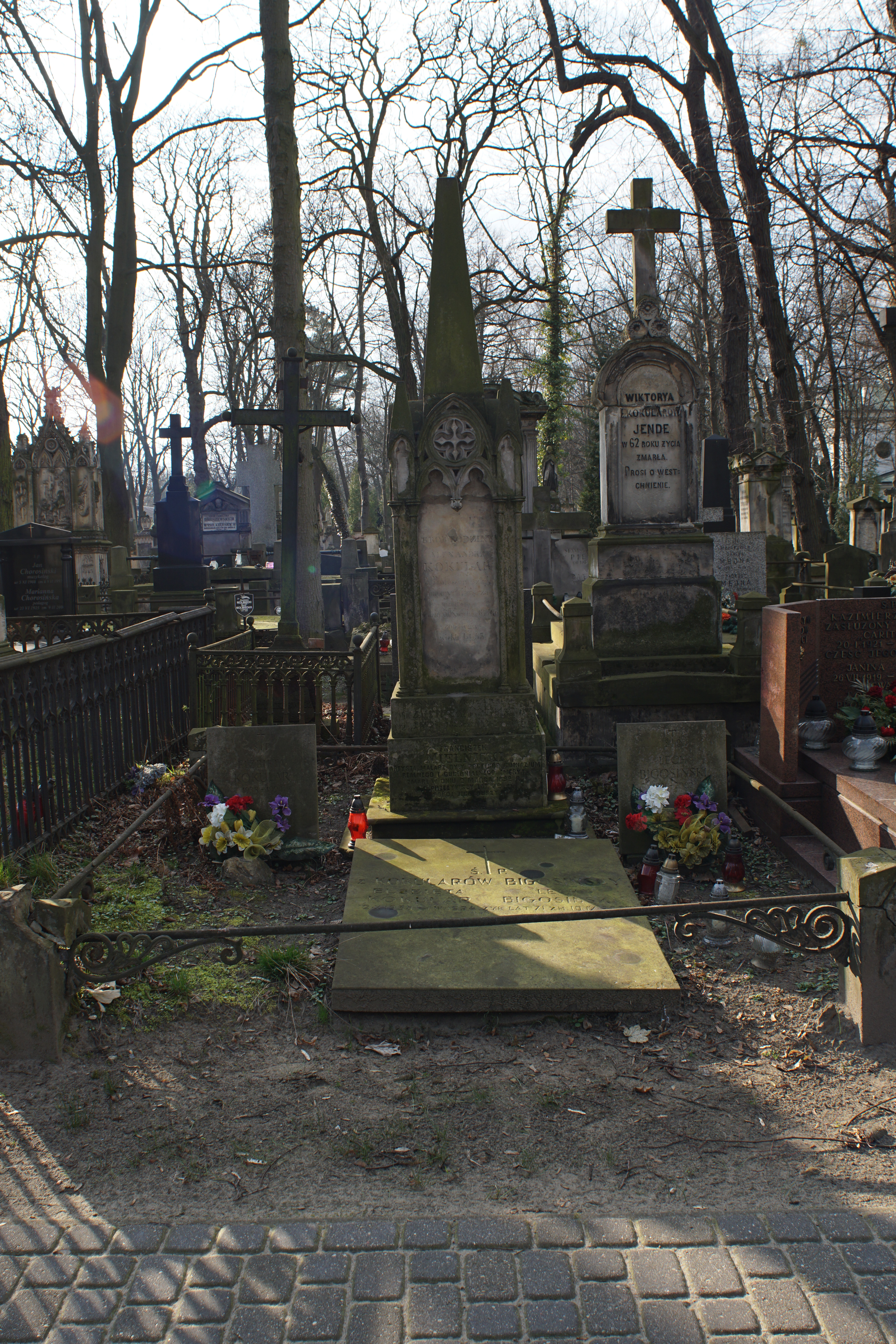
Grób Aleksandra Kokulara na cmentarzu Powązkowskim

Aleksander Kokular (ur. 9 sierpnia 1793 w Warszawie, zm. 6 kwietnia 1846 tamże) – polski malarz, kolekcjoner i pedagog, przedstawiciel późnego klasycyzmu, współzałożyciel Szkoły Sztuk Pięknych w Warszawie, wolnomularz.

## Życiorys
Urodził się w rodzinie warszawskiego kupca. Malarstwa uczył się w Liceum Warszawskim pod okiem Zygmunta Vogla. W roku 1814 podjął studia w Akademii Sztuk Pięknych w Wiedniu pod kierunkiem Jana Chrzciciela Lampiego, a w 1817 w Akademii św. Łukasza w Rzymie. W roku 1818 powrócił do Warszawy i aktywnie włączył się w tamtejsze życie artystyczne i działalność pedagogiczną. Od roku 1821 był nauczycielem rysunku w Liceum Warszawskim do czasu jego zamknięcia. W roku szkolnym (1819/1820) uczył kaligrafii w Konwikcie Żoliborskim. Przerwał pracę pedagogiczną w latach (1824–1826), wyjeżdżając na stypendium rządowe do Rzymu, gdzie wywarli na niego silny wpływ David i Camuccini. W latach (1835–1841) prowadził we własnym domu prywatną szkołę malarstwa i rysunku, równolegle wykładając na Kursach Dodatkowych w latach (1836–1838) i w Aleksandryjskim Instytucie Wychowania Panien w latach (1838–1840). Od roku 1841 do 1844 nauczał w Gimnazjum Realnym w Warszawie. W roku 1844 został profesorem malarstwa i rysunku figuralnego w Szkole Sztuk Pięknych, której powstanie zainicjował w tym samym roku wspólnie z Janem Feliksem Piwarskim. Wykładał w niej do swojej śmierci w roku 1846. Jego uczniami byli m.in.: Tadeusz Brodowski, Aleksander Kamiński, Władysław Heliodor Gumiński i Cyprian Kamil Norwid.
Twórczość Kokulara obejmuje sceny mitologiczno-historyczne i religijne, także portrety, głównie męskie (m.in. cara Mikołaja I, namiestnika Iwana Paskiewicza, hr. Aleksandra Potockiego) i obrazy religijne („Zdjęcie z krzyża”), chociaż podejmował również tematykę antyczną („Edyp i Antygona” (1825)) i historyczną („Zaślubiny Jadwigi z Jagiełłą” (1825)).
Pozostałe dzieła: „Perykles i Aspazja”, „Śmierć Priama”, obrazy w kościołach w Siedlcu, Suwałkach, Warszawie, Puławach, Brześciu, Woli, Goliszewie itd., portrety Zygmunta Vogla, arcybiskupa Hołowczyca, pianistki i kompozytorki Marii Szymanowskiej, Paskiewicza.
Zainicjował antykwaryczny handel dziełami sztuki w Warszawie, m.in. zajmując się w latach 30. i 40. XIX w. restauracją i sprzedażą obrazów z kolekcji Aleksandra Potockiego.
Wystawa prac Aleksandra Kokulara prezentowana w muzeum w Nieszawie.
Został pochowany na cmentarzu Powązkowskim w Warszawie (kwatera 2-I-11/12).

## Galeria

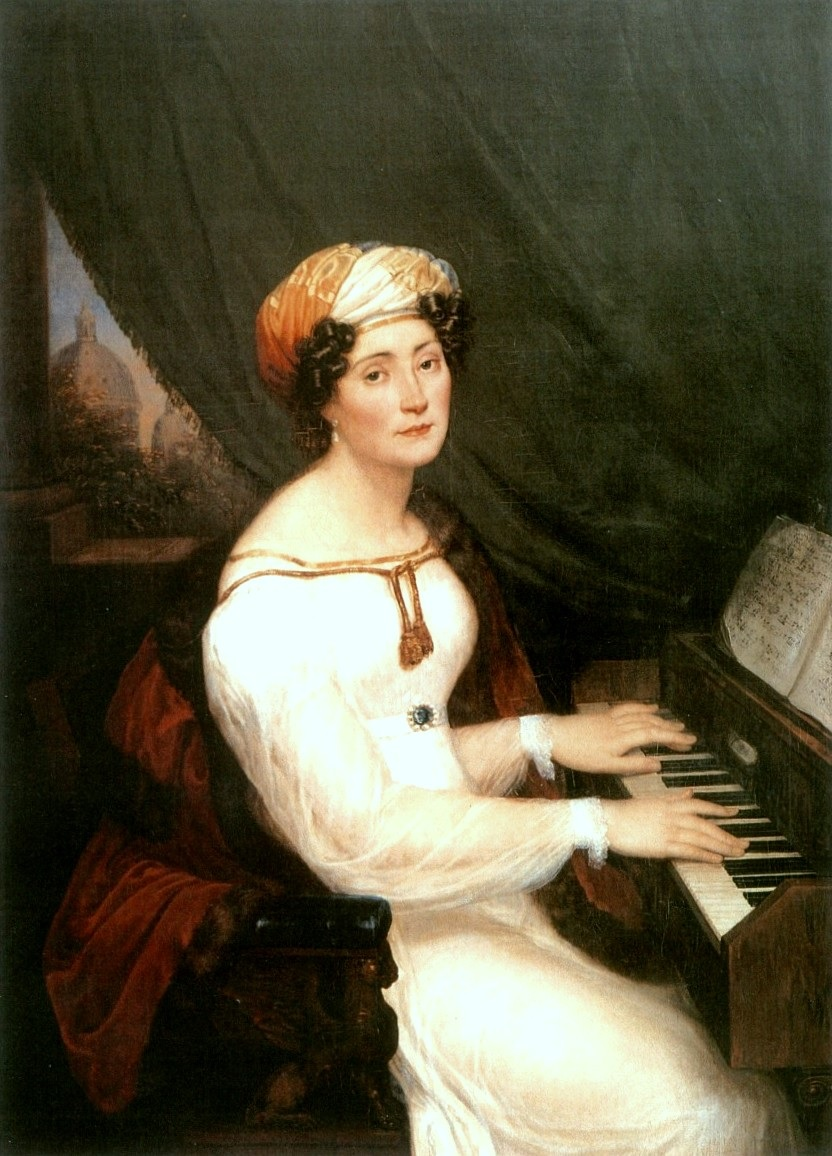
Portret Marii Szymanowskiej przy fortepianie z około 1825 roku
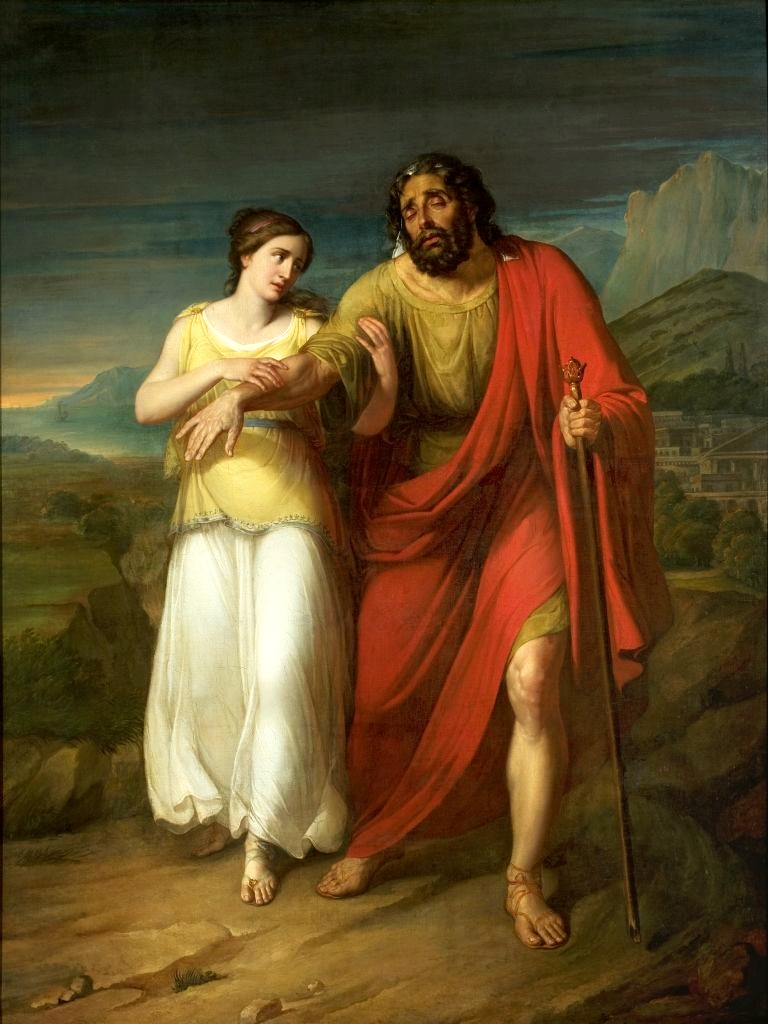
Edyp i Antygona z 1825–1828 roku
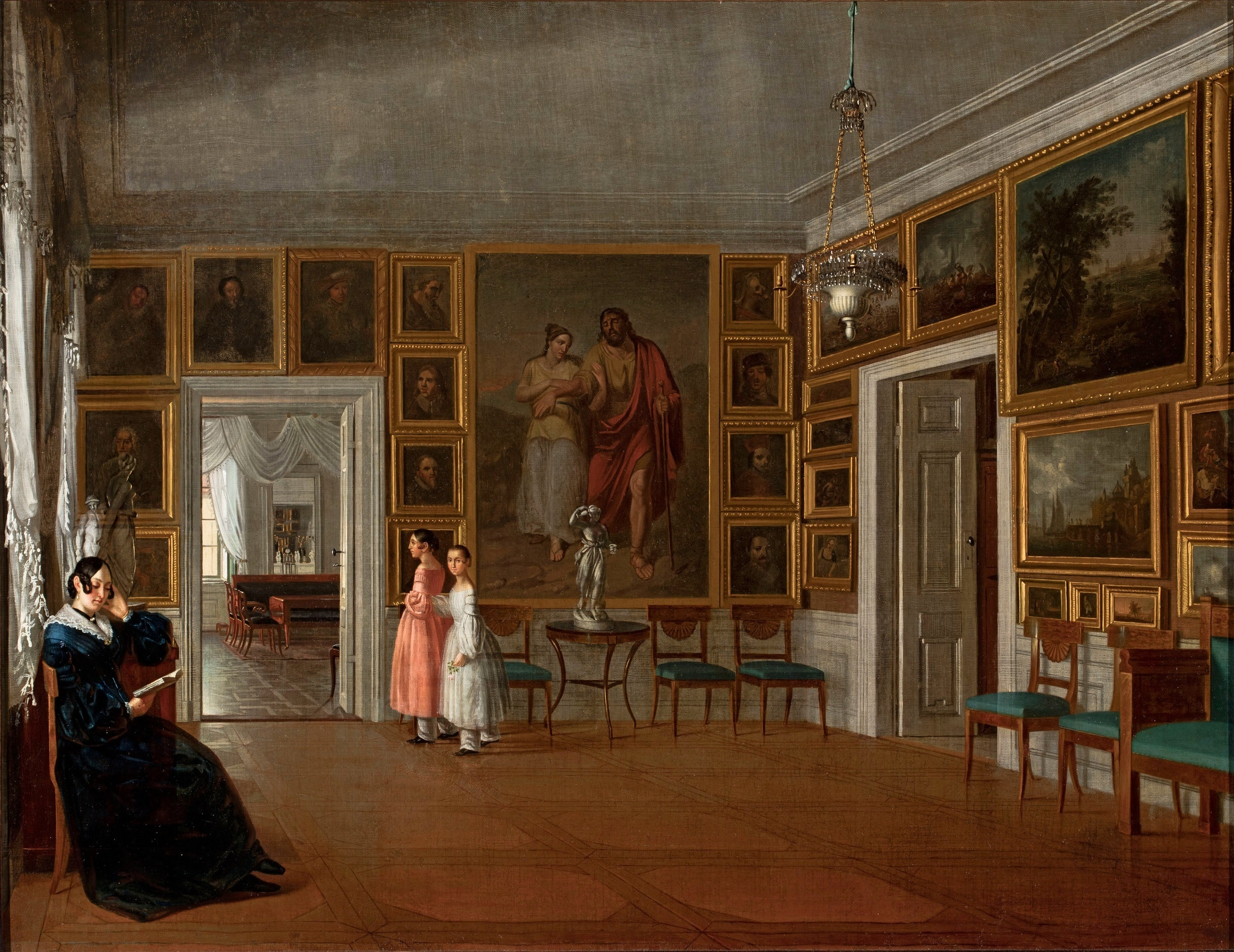
Wnętrze salonu w domu artysty z 1830 roku
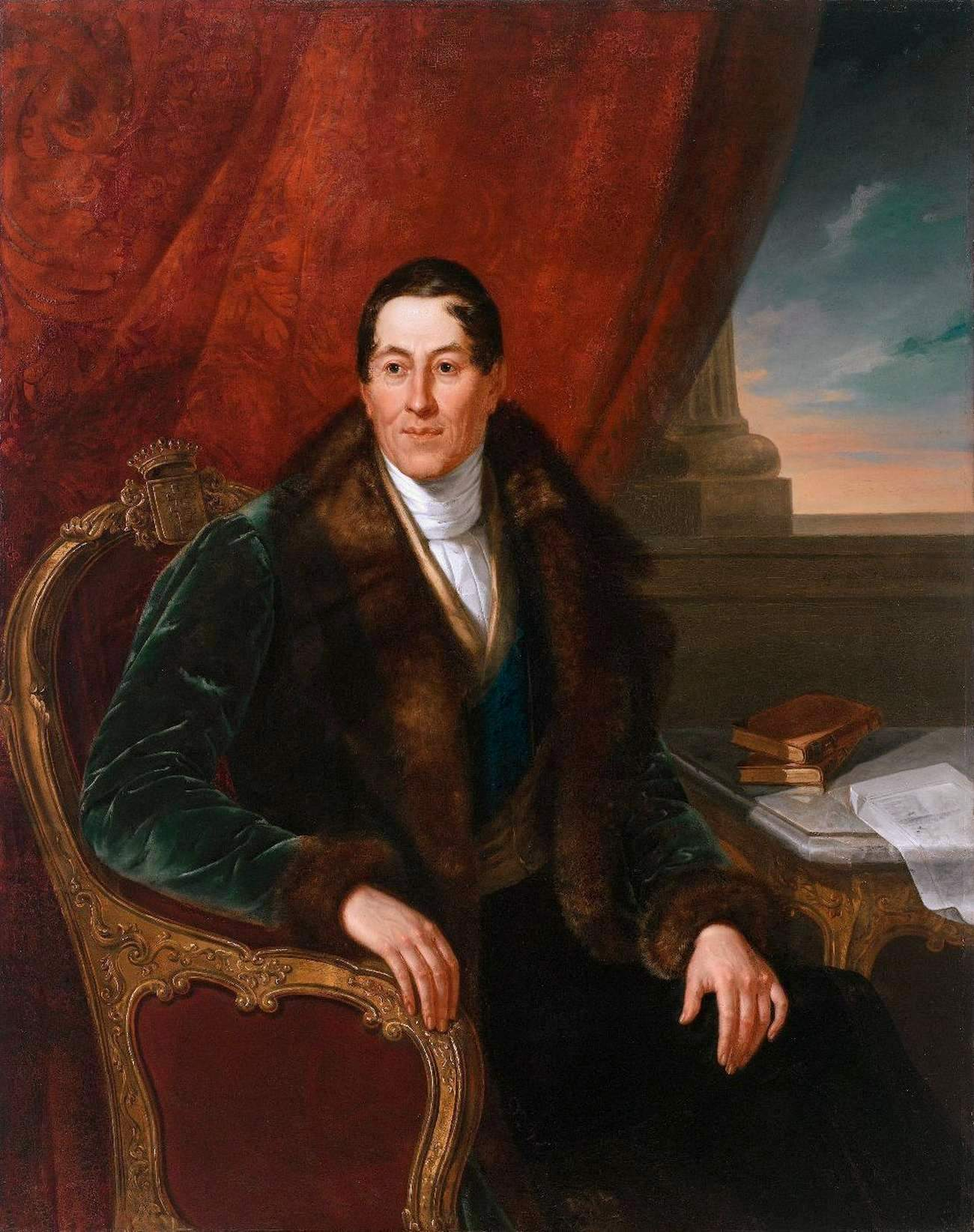
Portret Aleksandra Stanisława Potockiego z lat 30. XIX wieku